# 라온초등학교
라온초등학교는 대한민국 전라남도 나주시 빛가람동에 있는 공립 초등학교이다.

## 연혁
- 2017년 3월 1일 12학급 242명 개교
- 2017년 3월 1일 제1대 김정희 교장 부임
- 2017년 3월 6일 제1회 입학식
- 2018년 2월 9일 제1회 졸업(졸업생 21명)
- 2019년 2월 15일 제2회 졸업(졸업생 67명)
- 2019년 3월 1일 제2대 조숙희 교장 부임
- 2019년 3월 1일 28학급 편성(655명)
- 2020년 2월 6일 제3회 졸업(졸업생 131명)
- 2020년 3월 1일 33학급 편성(721명)
- 2021년 2월 9일 제4회 졸업(졸업생 233명)
- 2021년 3월 1일 제3대 최복숙 교장 부임
- 2021년 3월 1일 36학급 편성(814명)
- 2022년 3월 1일 40학급 편성(888명)
- 2023년 1월 6일 제5회 졸업 (235명)

## 상징
- 교화 - 목련 : 고귀함, 자연애, 숭고함, 우애
- 교목 - 소나무 : 꿋꿋한 절개, 의지, 장수
- 교색 - 노랑 : 희망, 행복, 즐거움

## 참고 자료
- 라온초등학교 - 한국교육학술정보원 학교알리미